# Under the Mistletoe
Under the Mistletoe —en español: Bajo el muérdago— es el primer álbum navideño y segundo álbum de estudio  del cantante canadiense Justin Bieber. Fue lanzado el 1 de noviembre de 2011 a través de Island Records.

## Antecedentes
El 25 de agosto de 2011, Bieber anunció a sus seguidores que lanzaría su primer álbum navideño y segundo álbum de estudio en general en los meses finales del año. Su mánager Scooter Braun y el productor vocal Kuk Harrell confirmaron la noticia una semana después, luego de que el cantante colaborara con Sean Kingston y Taylor Swift, y además, con Jonathan Rotem y The Messengers. Días después, Boyz II Men, Usher, The Band Perry y Mariah Carey se unieron en la grabación del álbum.
El 30 de septiembre, Bieber reveló a través de su cuenta en Facebook el nombre y la portada del álbum. El 4 de octubre, Mariah Carey declaró que había regrabado la canción «All I Want for Christmas Is You» -lanzada por ella en 1994- a dueto con el cantante.

## Sencillos
El primer sencillo, «Mistletoe», fue coescrito y producido por The Messengers, y fue lanzado el 17 de octubre de 2011.

## Listas de popularidad y ventas
El álbum debutó en el primer puesto de la lista Billboard 200 en la semana del 12 de noviembre, vendiendo cerca de 210 000 copias en su primera semana de lanzamiento. Es la primera realización navideña en debutar en lo más alto del Billboard 200 por un artista masculino y además, es su tercer álbum número uno, haciendo de Bieber el cantante con más álbumes en esta posición siendo menor de edad. Desde su fecha de lanzamiento hasta el final del 2011, Under the Mistletoe vendió cerca de 1 250 000 copias en territorio estadounidense, según el registro de Nielsen SoundScan, convirtiéndose en el octavo álbum más vendido del año. También entró en el Top 10 en algunos países como España, Austria, Noruega y los Países Bajos.
El álbum ha vendido aproximadamente 1 500 000 copias en todo el mundo en el 2011

## Lista de canciones
La lista de canciones oficial fue confirmada por Billboard el 5 de octubre de 2011.
| Edición estándar |                                                                       | |                                                       |          |  |
| N.º              | Título                                                                | Escritor(es)                                                                                          | Productor(es)                                         | Duración |  |
| 1.               | «Only Thing I Ever Get for Christmas»                                 | Christopher Stewart, Aaron Pearce, Tim Miner y Justin Bieber                                          | Stewart, Pearce                                       | 3:12     |  |
| 2.               | «Mistletoe»                                                           | Nasri Atweh, Adam Messinger y Justin Bieber                                                           | The Messengers                                        | 3:03     |  |
| 3.               | «The Christmas Song (Chestnuts Roasting on an Open Fire)» (con Usher) | Mel Tormé y Robert Wells                                                                              | Kuk Harrell y Sean Kingston                           | 3:35     |  |
| 4.               | «Santa Claus Is Coming to Town»                                       | John Frederick Coots y Haven Gillespie                                                                | Stewart, Pearce                                       | 3:37     |  |
| 5.               | «Fa La La» (con Boyz II Men)                                          | Adonis Shropshire, Bieber y Bernard Harvey                                                            | Harvey, Josh Cross                                    | 3:06     |  |
| 6.               | «All I Want for Christmas Is You (SuperFestive!)» (con Mariah Carey)  | Mariah Carey y Walter Afanasieff                                                                      | Carey, James "Big Jim" Wright, Randy Jackson, Harrell | 4:00     |  |
| 7.               | «Drummer Boy» (con Busta Rhymes)                                      | Katherine Davis, Henry Onorati, Harry Simeone. Con letras adicionales de Justin Bieber y Busta Rhymes | Harrell, Sean Kingston                                | 3:45     |  |
| 8.               | «Christmas Eve»                                                       | Chris Brown, Bieber, Antwan Thompson, Jerrol Wizzard y Kevin McCall                                   | Thompson, Boogie Wizzard y Chris Brown*               | 3:44     |  |
| 9.               | «All I Want Is You»                                                   | Justin Bieber y Brandon Hamilton                                                                      | Bieber                                                | 3:36     |  |
| 10.              | «Home This Christmas» (featuring The Band Perry)                      | Atweh, Nick Turpin, George Nozuka, Melanie Fontana y Justin Bieber                                    | Nasri Turpin                                          | 3:24     |  |
| 11.              | «Silent Night»                                                        | Josef Mohr y Hans Xaver Gruber                                                                        | Harrell                                               | 2:49     |  |

| Edición especial |                                                 |                                                 |                |          |  |
| N.º              | Título                                          | Escritor(es)                                    | Productor(es)  | Duración |  |
| 12.              | «Christmas Love»                                | Atweh, Messinger y Justin Bieber                | The Messengers | 3:27     |  |
| 13.              | «Fa La La» (Versión A capela) (con Boyz II Men) | Shropshire, Bieber, Harvey                      | Harvey, Cross  | 2:55     |  |
| 14.              | «Pray»                                          | Atweh, Messinger, Omar Martínez y Justin Bieber | The Messengers | 3:32     |  |
| 15.              | «Someday at Christmas»                          | Ronald Miller y Bryan Wells                     | Jay Riehl      | 2:53     |  |

Nota: (*) denota un coproductor

## Posicionamiento en listas
| 2011              |                         |    |    |   |    |
| Argentina         | CAPIF                   | 1  | 1  | — | —  |
| Australia         | ARIA Charts             | 6  | 6  | 1 | 9  |
| Austria           | Austrian Albums Chart   | 22 | 22 | 1 | 7  |
| Bélgica (Flandes) | Ultratop 100 Albums     | 65 | 17 | 1 | 11 |
| Bélgica (Valonia) | Ultratop 100 Albums     | 25 | 17 | 1 | 14 |
| Canadá            | Canadian Albums Chart   | 1  | 1  | — | —  |
| Dinamarca         | Danish Albums Chart     | 3  | 2  | 1 | 8  |
| España            | Spanish Albums Chart    | 4  | 4  | 1 | 15 |
| Escocia           | Scottish Albums Chart   | 18 |    |   |    |
| Estados Unidos    | EE. UU. Billboard 200   | 1  |    |   |    |
| Finlandia         | Yleisradio              | 21 |    |   |    |
| Francia           | SNEP                    | 14 |    |   |    |
| Italia            | Italian Albums Chart    | 6  |    |   |    |
| México            | AMPFVAC                 | 1  |    |   |    |
| Noruega           | VG-lista                | 3  |    |   |    |
| Nueva Zelanda     | RIANZ                   | 7  |    |   |    |
| Países Bajos      | Dutch Albums Chart      | 10 |    |   |    |
| Polonia           | Polish Albums Chart     | 33 |    |   |    |
| Portugal          | Portuguese Albums Chart | 10 |    |   |    |
| Reino Unido       | UK Albums Chart         | 13 |    |   |    |
| Suecia            | Sverigetopplistan       | 5  |    |   |    |
| Suiza             | Schweizer Hitparade     | 25 |    |   |    |

### Certificaciones
| Certificaciones de Under the Mistletoe |                |             |    |           |
| Australia                              | ARIA           | Oro         | ●  | 35 000    |
| Brasil                                 | ABPD           | Platino     | ▲  | 40 000    |
| Canadá                                 | CRIA           | 3x Platino  | 3▲ | 240 000   |
| Colombia                               | ASINCOL        | Oro         | ●  | 5 000     |
| Dinamarca                              | IFPI Dinamarca | Platino     | ▲  | 20 000    |
| Estados Unidos                         | RIAA           | Platino     | ▲  | 1 000 000 |
| México                                 | AMPROFON       | Platino+Oro | ▲● | 90 000    |
| Venezuela                              | APFV           | Oro         | ●  | 5 000     |